# Tachina testaceipes
Tachina testaceipes là một loài ruồi trong họ Tachinidae.